# Brittany Bowe
Brittany Starr Bowe (Ocala, 24 febbraio 1988) è una pattinatrice di velocità su ghiaccio statunitense, medaglia di bronzo nell'inseguimento a squadre alle Olimpiadi di Pyeongchang 2018 e nei 1000 m a Pechino 2022.

## Biografia
È apertamente lesbica.

### Carriera
Bowe ha iniziato a dedicarsi all'attività sportiva all'età di 8 anni praticando il pattinaggio in linea, disciplina nella quale in seguito ha poi vinto 8 titoli mondiali e la medaglia d'oro nello sprint combinato ai Giochi panamericani di Rio de Janeiro 2007. Dopo i Mondiali del 2008 ha avuto anche una breve esperienza nella pallacanestro giocando nel ruolo di playmaker con i Florida Atlantic Owls, squadra nella quale ha militato per due anni prima di passare definitivamente al pattinaggio di velocità su ghiaccio.
Nel novembre 2015 Bowe stabilisce due record mondiali nel pattinaggio di velocità sulle distanze dei 1000 m e dei 1500 m.
Ha rappresentato gli Stati Uniti a tre edizioni consecutive dei Giochi olimpici invernali da Soči 2014 a Pechino 2022, vincendo la medaglia di bronzo nell'inseguimento a squadre a Pyeongchang 2018 e nei 1000 m a Pechino 2022. A quest'ultima edizione ha anche sfilato come alfiere della sua nazionale durante la cerimonia d'apertura, assieme al giocatore di curling John Shuster.

## Palmarès

### Pattinaggio di velocità

#### Olimpiadi
- 2 medaglie:
  - 2 bronzi (inseguimento a squadre a Pyeongchang 2018; 1000 m a Pechino 2022)

#### Mondiali distanza singola
- 13 medaglie:
  - 4 ori (1000 m e 1500 m a Heerenveen 2015; 1000 m a Inzell 2019; 1000 m a Heerenveen 2021)
  - 4 argenti (500 m a Heerenveen 2015; 500 m a Kolomna 2016; 1500 m a Heerenveen 2021; inseguimento a squadre a Calgary 2024)
  - 5 bronzi (1000 m a Soči 2013; 1000 m e 1500 m a Kolomna 2016; 1500 m a Inzell 2019; inseguimento a squadre a Heerenveen 2023)

#### Mondiali sprint
- 4 medaglie:
  - 2 ori (Astana 2015 e Seul 2016)
  - 1 argento (Changchun 2018)
  - 1 bronzo (Heerenveen 2019)

#### Coppa del Mondo
- Vincitrice della Grand World Cup nel 2016
- Vincitrice della Coppa del Mondo 1000 m nel 2015 e nel 2016
- Vincitrice della Coppa del Mondo 1500 m nel 2016
- Miglior piazzamento nella Coppa del Mondo 500 m: 3ª nel 2016
- Miglior piazzamento nella Coppa del Mondo mass start: 28ª nel 2015
- 45 podi (44 individuali, 1 a squadre):
  - 17 vittorie (tutte individuali)
  - 19 secondi posti (tutti individuali)
  - 9 terzi posti (8 individuali, 1 a squadre)

##### Coppa del Mondo - vittorie
| Data             | Luogo          | Stato       | Disciplina |
| ---------------- | -------------- | ----------- | ---------- |
| 3 marzo 2013     | Erfurt         | Germania    | 1000 m     |
| 17 novembre 2013 | Salt Lake City | Stati Uniti | 1000 m     |
| 30 novembre 2013 | Astana         | Kazakistan  | 1500 m     |
| 6 dicembre 2014  | Berlino        | Germania    | 1000 m     |
| 8 febbraio 2015  | Heerenveen     | Paesi Bassi | 1000 m     |
| 21 marzo 2015    | Erfurt         | Germania    | 1500 m     |
| 22 marzo 2015    | Erfurt         | Germania    | 1000 m     |
| 15 novembre 2015 | Calgary        | Canada      | 1500 m     |
| 22 novembre 2015 | Salt Lake City | Stati Uniti | 1000 m     |
| 5 dicembre 2015  | Inzell         | Germania    | 1000 m     |
| 6 dicembre 2015  | Inzell         | Germania    | 1500 m     |
| 12 dicembre 2015 | Heerenveen     | Paesi Bassi | 1000 m     |
| 31 gennaio 2016  | Stavanger      | Norvegia    | 1000 m     |
| 11 marzo 2016    | Heerenveen     | Paesi Bassi | 500 m      |
| 12 marzo 2016    | Heerenveen     | Paesi Bassi | 500 m      |
| 12 marzo 2016    | Heerenveen     | Paesi Bassi | 1500 m     |
| 13 marzo 2016    | Heerenveen     | Paesi Bassi | 1000 m     |

### Pattinaggio in linea

#### Mondiali
Su strada
- 5 medaglie:
  - 4 ori (staffetta 5000 m ad Anyang 2006; 500 m e staffetta 5000 m a Cali 2007; staffetta 5000 m a Gijón 2008)
  - 1 bronzo (200 m a Cali 2007)

Su pista
- 6 medaglie:
  - 4 ori (staffetta 3000 m ad Anyang 2006; staffetta 3000 m a Cali 2007; 300 m e staffetta 3000 m a Gijón 2008)
  - 1 argento (1000 m a Gijón 2008)
  - 1 bronzo (500 m a Gijón 2008)

#### Giochi panamericani
- 1 medaglia:
  - 1 oro (sprint combinato a Rio de Janeiro 2007)